# Алекперов, Мамед Гамид оглы
Мамед Гамид оглы Алекперов (азерб. Məmməd Həmid oğlu Ələkbərov; 18 сентября 1899, Лисар, Гилян — 7 февраля 1959, Баку) — советский партийный и государственный деятель, нарком просвещения (1946—1952), министр культуры Азербайджанской ССР (1955—1956).

## Биография
После смерти отца в 1909 году воспитывался родственниками, не смог завершить школьное образование. До 1920 года работал в рыбхозе у двоюродного брата. После установления советской власти в Азербайджане окончил курс подготовки учителей и начал работать по специальности в школе № 5 Ленкорани.
В 1926 году окончил Бакинский педагогический институт. Доктор философских наук (1950). Преподавал в Азербайджанском государственном педагогического институте, с 1939 по 1943 гг. занимал пост заместителя ректора.
С 1944 г. — заместитель народного комиссара просвещения, с 1947 по 1952 г. — министр просвещения Азербайджанской ССР. Затем занимал пост заместителя председателя Совета Министров (1952—1953) и министра культуры Азербайджанской ССР (1953—1955).
Автор нескольких учебных пособий. Заслуженный учитель школы Азербайджанской ССР (1942).